# زلوو
زلوو (به لهستانی:  Zelewo) یک روستا در لهستان است که در گمینا لوژنو واقع شده‌ است. زلوو ۳۷۱ نفر جمعیت دارد.